# Camponotus atriscapus
Camponotus atriscapus é uma espécie de inseto do gênero Camponotus, pertencente à família Formicidae.